# 大阪市交通局2001形電車
大阪市交通局2001形電車（おおさかしこうつうきょく2001がたでんしゃ）とは、大阪市交通局が保有していた路面電車車両である。1951年から1952年にかけて40両が製造された。

## 2001形登場の背景
戦災で大きな痛手を受けた大阪市電も、1711,1751形や1801形といった大型車の投入をはじめ、戦災で被災した旧2001形や旧2011形などの復旧工事を進めたことによって、輸送力の確保に務めた。また、戦災で被害を受けた路線も、中之島線や安治川築港線など、代替路線があったり港湾拡張で道路が分断されて廃止した路線を除いて、1950年の賑橋 - 大国町間の復旧を最後に全線復旧した。
1950年代に入ると、戦前の水準に復興した大阪市電は、1950年7月の今福線東野田 - 蒲生町四間、百済線寺田町 - 百済間の延伸を皮切りに、新たに大阪市へ編入された地域への路線延長を開始した。その一方で増大する人件費の抑制が求められるようになり、ラッシュ時以外は、大型車の運転手1名車掌2名の乗務を運転手、車掌各1名として後部扉を締切扱いにすることや、従来信号塔にポイント操作員が常駐してポイントの切替を行っていたものを、架線にトロリーコンタクターを設けて自動化し、ポイント切替の無人化を図るなど、業務の合理化が図られるようになった。車両運用の面でも、大型車は戦後大量増備した1711・1751形や1801形をはじめ、戦前から活躍する1001・1501・1601形、戦時中に登場した1651・1701形、旧阪堺電鉄（新阪堺）引き継ぎの1201・1301・1401形で需要を満たすことができたことから、2001形は、経営合理化のために旧2011形以来の中型車として登場した。

## 概要
2001形は製造時期と主電動機出力の違いで、1951年に富士車輌（2両）、広瀬車両（8両）、日立製作所（5両）、近畿車輛（5両）の各社で製造された2001 - 2020のグループと、1952年に富士車輌（5両）、広瀬車両（6両）、日立製作所（5両）、近畿車輛（2両）、帝国車両（2両）の各社で製造された2021 - 2040の2グループに分けることができるが、外観上の大きな違いは存在しない。また、所属全車両のビューゲル化が完了したことから、2001形からは新造時からビューゲル装備で登場したことと、1950年から市電の塗色がクリームとマルーンのツートンカラーに変更されたことによって、当初からツートンカラーで登場したことが特記される。
2001形の車体は1801形をモデルとしているが、車体長が約12.2mと大型車標準の13.7mから約1.5m短くなったことから、側面窓配置はD5D4となり、大型車から後部扉と戸袋窓分が切り落とされた形となった。前面も3枚窓で、中央窓上に小窓と系統幕、右側には方向幕がつく1801形と変わらないデザインであったが、ヘッドライトが屋根上に移設されて埋め込み式のスマートなものが取り付けられた。足回りは、戦災廃車となった1601形から取り外した大阪市電形台車のストックが鶴町車庫の構内に保管されていたことから、経費節減のために再整備して使用することとなった。主電動機は、2001 - 2020では端子電圧600V時1時間定格出力30kWのゼネラル・エレクトリックGE-247-Aを2個搭載したが、出力不足のために現場からは不評であったことから、2021 - 2040では端子電圧600V時1時間定格出力37.5kWの規格形電動機であるSS-50を搭載することとなった。制御器は1801形と同様三菱電機KR-8を装備した。
2001形は中型車として完成したデザインの車体であったことから、後に2101形や2501形が2001形と同じ車体で登場したほか、窓割りは新・大阪市電スタイルにモデルチェンジした3000・2201・3001・2601の各形式に継承された。

## 運用
2001形は、天王寺車庫を除く市電各車庫に配属され、各路線で運行された（転配属を繰り返しているので、各車庫の配属時期にずれはある）ことから、市内各地でよく見かけられる車両となった。1601形譲りの大阪市電形台車を履いていたおかげで乗り心地は良好で、後に製造された2101形の履いていたウィングばね台車のFS-57と比べても遜色はなかった。また、2001形の履いていた大阪市電形台車の中には通常のものと変わった形をしたものもあった。
大阪市電縮小の過程において、2001形は使い勝手のいい中型車であったのと車齢が若かったことから、廃車が開始されたのは市電路線の廃止が進行した1967年からで、路線の縮小や車庫の廃止によって両数を減らしながらも、市電最末期の1969年2月の16号系統の廃止に伴う春日出車庫の廃止まで生き残った。廃車後の他社への譲渡車は無く、僅かに公共施設で保存された車両も、のちに解体され現存しない。